# Distrito de Fălești
El distrito de Fălești es uno de los distritos (en rumano: raion) en el norte de Moldavia. Su centro administrativo (Oraş-reşedinţă) es la ciudad de Fălești. El 1 de enero de 2005 tenía una población de 89.800 habitantes. Hace frontera con Rumania, en Moldavia occidental. El partido comunista recibió el 56 % de los votos en la elección del año 2005.

## Subdivisiones
Comprende la ciudad de Fălești y las siguientes comunas:
- Albineţul Vechi
- Bocani
- Catranîc
- Călinești
- Călugăr
- Ciolacu Nou
- Egorovca
- Făleştii Noi
- Glinjeni
- Hiliuţi
- Horeşti
- Ilenuţa
- Işcălău
- Izvoare
- Logofteni
- Mărăndeni
- Musteaţa
- Natalievca
- Năvîrneţ
- Obreja Veche
- Pietrosu
- Pînzăreni
- Pîrliţa
- Pompa
- Pruteni
- Răuţel
- Risipeni
- Sărata Veche
- Scumpia
- Taxobeni